# 格伦·斯奈德斯
格伦·斯奈德斯（英語：Glenn Snyders，1987年4月7日—），新西兰男子游泳运动员。他曾代表新西兰参加2006年、2010年和2014年英联邦运动会游泳比赛，获得一枚银牌。他也曾参加2008年、2012年和2016年夏季奥运会。